# Chiesa della Visitazione di Maria (Malborghetto-Valbruna)
La chiesa della Visitazione di Maria Santissima è la parrocchiale di Malborghetto, frazione del comune sparso di Malborghetto-Valbruna, in provincia ed arcidiocesi di Udine; fa parte della forania della Montagna. 

## Storia

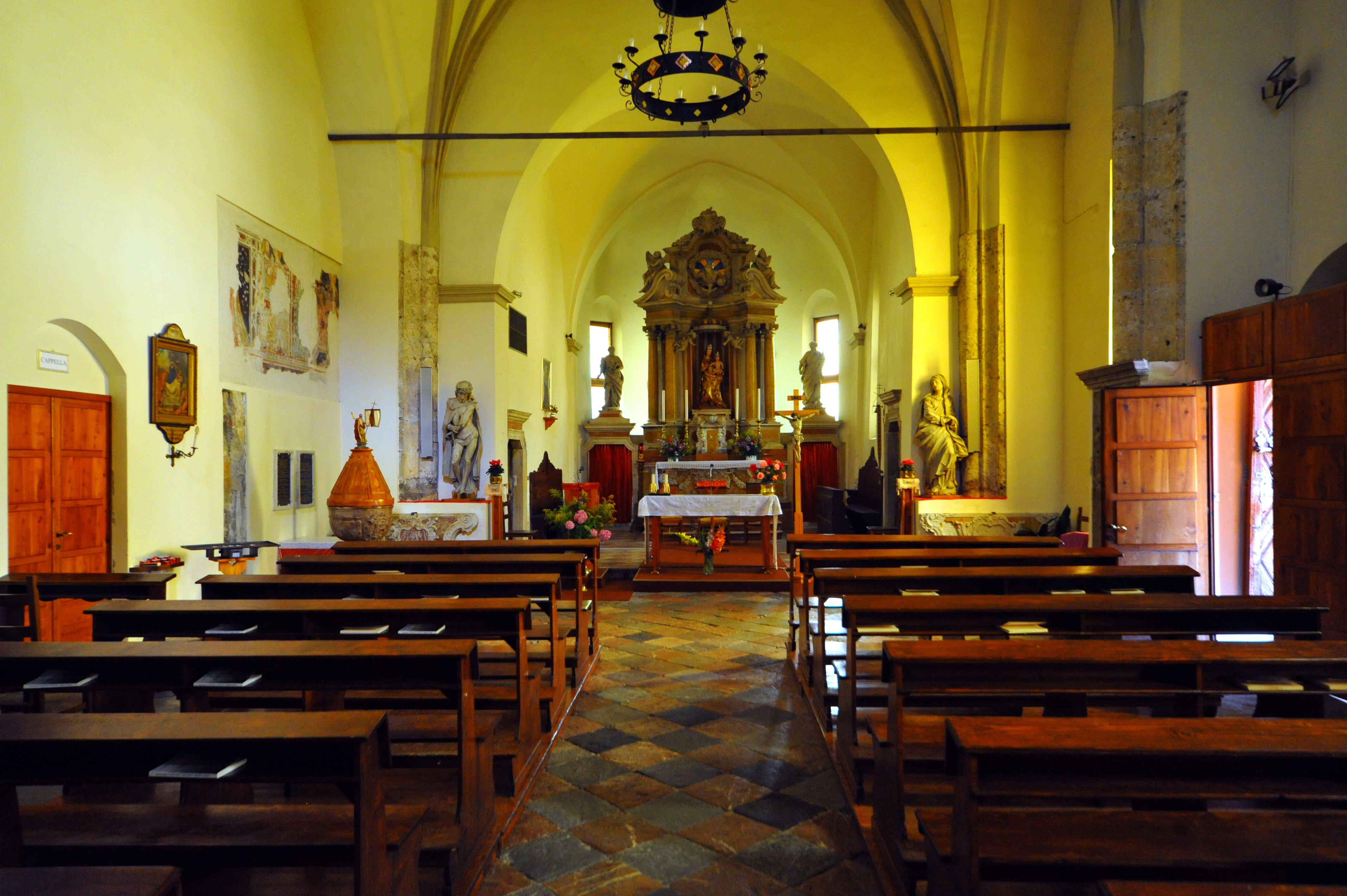
Interno

Nel 1560 a Malborghetto venne costruita una chiesetta di modeste dimensioni. Nel 1809 si decise di edificare una nuova chiesa, più grande, che incorporasse il precedente edificio. 
La struttura riunisce, sotto lo stesso tetto, due chiese, quella cinquecentesca e quella del 1809.
Nella prima metà del XX secolo fu eretto il campanile.